# Ovide Yencesse
Ovide Yencesse, né à Dijon le 3 février 1869 et mort dans la même ville le 18 février 1947, est un médailleur et sculpteur français.
Il est directeur de l'école des Beaux-arts de Dijon de 1919 à 1934.

## Biographie
Dernier fils d'une famille de bouchers de Dijon, Ovide Yencesse est destiné par ses parents à la prêtrise. Mais il s'ennuie au Petit-séminaire de Plombières-lès-Dijon. Après la mort de son père (1879), il poursuit sa scolarité avec l'abbé Viennot, curé de Braux, qui décèle son talent artistique, l'incitant à fréquenter l'école des beaux-arts de Dijon parallèlement à la formation en bijouterie et orfèvrerie qu'il a entrepris. Il s'y prend de passion pour la sculpture, a pour camarade Henri Bouchard, et tombe amoureux d'une jeune artiste peintre, Marie Chapuis, qu'il épousera en 1897. Ils auront quatre enfants : Geneviève, Hubert, qui sera sculpteur, Jacques et Pierre. Sa prédilection alla d'abord à la sculpture et à la médaille religieuses (plaquette de première communion, etc.). Dès 1891, il s'installe à Paris pour parfaire sa formation à l'École nationale supérieure des beaux-arts avec G.-J. Thomas, Ferdinand Levillain, et surtout le médailleur Hubert Ponscarme dont les avis et les conseils le font définitivement opter pour la gravure en médaille. Il échoue par deux fois au concours du prix de Rome en 1893 et 1896.
Sa carrière étant déjà lancée, et son talent remarqué par la critique, le très influent Roger Marx trouve qu'il apporte un « frisson nouveau » dans la médaille, en y introduisant un rendu impressionniste. « C'est un art d'intimité, de compassion sociale, résolument moderne, écrit-il dans un article de 1902. Les qualités distinctives du talent de M. Yencesse sont la pénétration, la tendresse. Dans ses compositions, ses portraits, il arrive à nous toucher au plus profond de l'âme, par la sobriété de la mise en scène, par l'élimination des détails ; il généralise l'accidentel et élève de la sorte au symbole tout spectacle pris autour de lui. La facture, très particulière, elle aussi, contribue à accroître le trouble où nous jettent ces images ; les reliefs émergent à peine du champ de la médaille, la pénombre enveloppe toutes les parties de l'ensemble, comme dans les peintures d'Eugène Carrière. Jamais on n'a mieux fait sentir quels rapports étroits unissent la glyptique et la peinture. » Cette facture très particulière, que son fondeur A. Liard savait parfaitement traduire, lui vaudra, par allusion à la peinture d'Eugène Carrière, le surnom de « Carrière de la médaille ».
À l'Exposition universelle de 1900 à Paris, il obtient une médaille d'or et la Légion d'honneur (décret du 14 décembre 1900).
Parmi ses œuvres de ces années, citons les portraits de Spuller (1895) et de quelques autres parlementaires bourguignons, de son maître Ponscarme (1903), de Berlioz (1903), de Wagner (1904), le double portrait (d’après nature) de Pierre et Marie Curie (1904), le portrait de Pierre Curie (hommage posthume, 1907).
Plus encore que les portraits, ce sont les plaquettes consacrées à la vie paysanne et aux scènes intimistes qui ont marqué les contemporains et marquent encore par leur originalité, notamment de facture. Citons dans la première catégorie : Le Semeur (1897), Pierrette la Pauvre, Virginie la Sage, Annette la Folle (trois vieilles paysannes bourguignonnes de Saint-Mesmin, 1897), François le Rémouleur, la baratteuse de la plaquette Le Beurre, etc. Dans la deuxième catégorie : le Baiser de la mère, le Baiser de l'enfant, Caresse d'enfant, Manette/Minette, Le Tub, L'Étude, l'Enfant aux roses, etc. tous inspirés par sa vie de famille. Il réalise aussi quelques plaquettes pour des événements officiels, pour l'Exposition des arts décoratifs de Milan en 1906, pour l'Exposition universelle de Bruxelles de 1910 ou encore Le Baiser de Paix (d'après Eugène Carrière) pour la Société internationale de conciliation (1907).
Il crée aussi quelques bijoux et objets d'art décoratif (La Fumée, boîtier à cigarettes, et La Flamme, boîtier pour allumettes en 1902),,.
Retourné à Dijon dès 1906, il se révèlera par la suite moins créatif, reprenant les mêmes sujets dans un style plus « robuste » mais moins typique. D'ailleurs, l'engouement pour la médaille à travers l'essor des arts décoratifs au tournant des années 1900 s'étiole, et la diffusion de son œuvre ne suffit plus, après la Première Guerre mondiale, à lui assurer des revenus suffisants.
En 1919, il prend donc la succession de Max Blondat à la direction de l'école des beaux-arts de Dijon où il forme d'ailleurs ses fils, Hubert et Jacques, à la sculpture. Il y restera jusqu'en 1934, et sera remplacé par Pierre Vigoureux. Il reprend ensuite son activité de médailleur. Citons, parmi ses dernières œuvres, les portraits de Marie Curie (hommage posthume, 1934) et de son ami François Pompon (1936).

Œuvres d'Ovide Yencesse
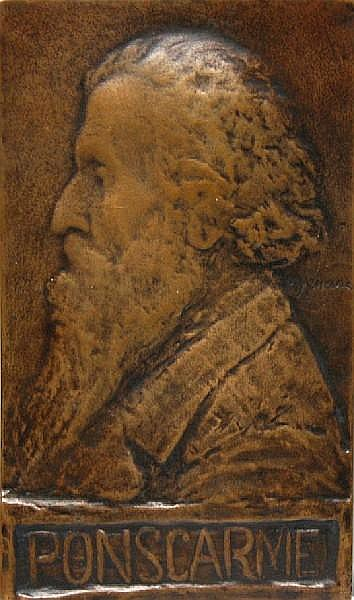
Hubert Ponscarme.
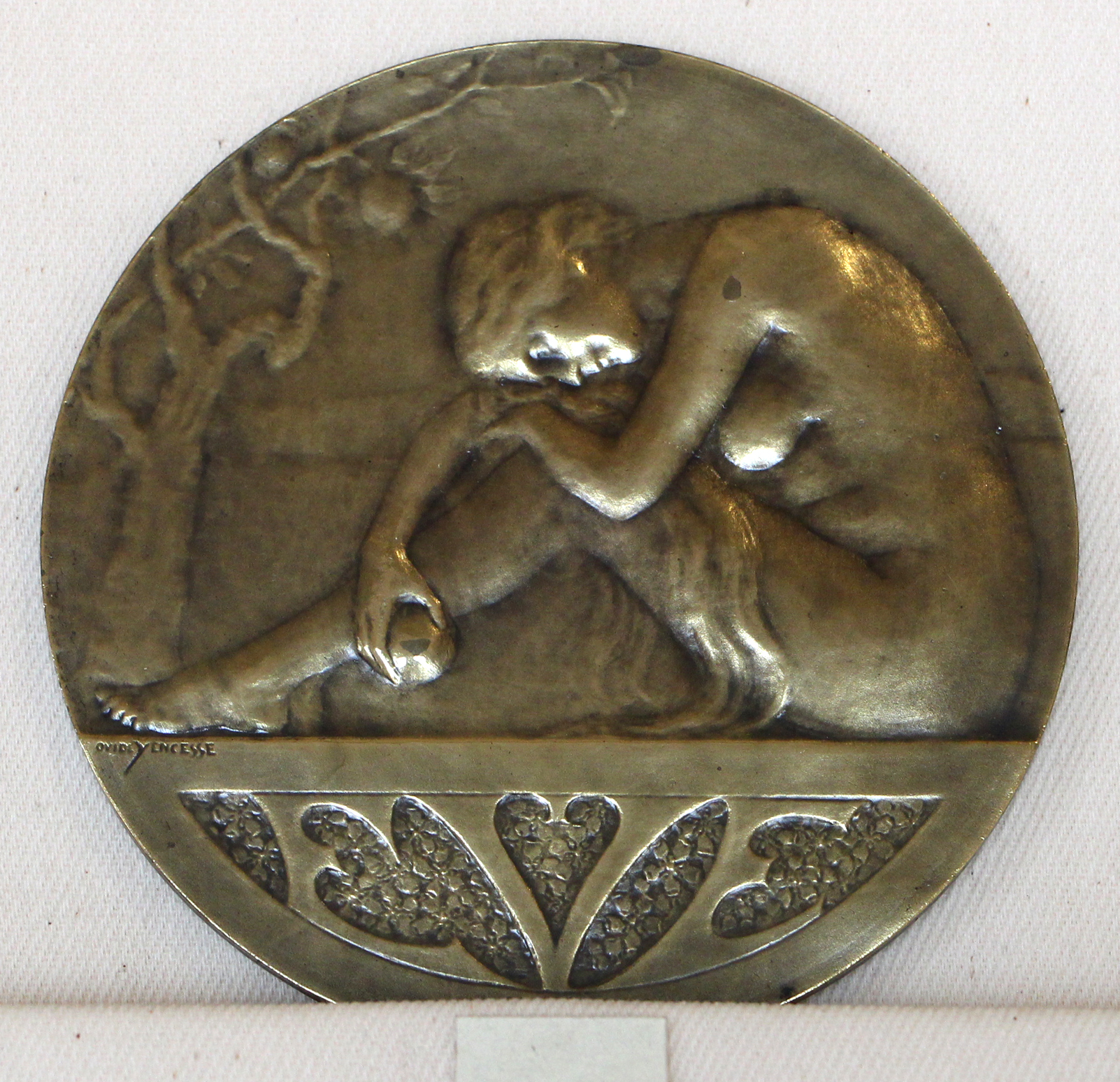
Ève.